# Frank Tracy Carlton
Frank Tracy Carlton, född 1873, död 1961, var en amerikansk nationalekonom.
Carlton blev 1927 professor i nationalekonomi vid Case school of applied science. Carlton utgav en värdefull framställning av de ekonomiska teorierna, Elementary economics (1919), och skrifter rörande arbetarrörelsens problem History and problems of organized labor (1911–1920)